# Synagoge (Thalfang)
Die Synagoge in Thalfang wurde 1822 in der Straße Im Judenecken (heutige Friedhofstraße 9) errichtet. Bei den Novemberpogromen 1938 wurde die Synagoge verwüstet. Bücher und Schriften wurden zum Teil auf dem Marktplatz verbrannt. Nach Abschluss des Restitutionsverfahrens verkaufte die Kultusgemeinde das Gebäude an einen Privatmann. 1956 wurde die ehemalige Synagoge abgerissen.

## Synagoge
Vor Errichtung der Synagoge verfügte die Gemeinde über einen Betraum. 1822 wurde dann in der Straße Im Judenecken (heutige Friedhofstraße 9) eine Synagoge errichtet. Im Erdgeschoss waren die Wohnung des Lehrers und der Schulsaal untergebracht. Der Betsaal der Synagoge befand sich im Obergeschoss. Das Erdgeschoss verfügte über drei einfache rechteckige Fenster. Im Obergeschoss befanden sich auf der Straßenseite drei Rundbogenfenster und über dem Eingang ein Rundfenster. Die Verglasung der Fenster im Obergeschoss bestand aus buntem Glas. 1857 war die Synagoge baufällig geworden und es wurden umfangreiche Renovierungsmaßnahmen durchgeführt. 1926 wurde die Synagoge im Inneren durch den, aus Trier stammenden, Künstler Max Lazarus neu ausgestaltet. Bei den Novemberpogromen 1938 wurde die Inneneinrichtung der Synagoge komplett zerstört. Bücher und Schriften wurden auf dem Marktplatz verbrannt. Dabei zwang man die Mitglieder der jüdischen Gemeinde diese selbst dort hinzubringen und zu verbrennen. Auf Grund der engen Bebauung und der daraus resultierenden Gefahr, dass die Flammen auf die umliegenden Gebäude übergreifen könnten, wurde die Synagoge nicht in Brand gesetzt. Nach Abschluss des Restitutionsverfahrens verkaufte die Kultusgemeinde das Gebäude 1950 an einen Privatmann. Dieser ließ die ehemalige Synagoge 1956 abreißen. 2010 wurde am Standort der ehemaligen Synagoge eine Gedenktafel aufgestellt.

## Jüdische Gemeinde Thalfang
Die Anfänge der jüdischen Gemeinschaft in Thalfang gehen in das 17. Jahrhundert zurück. Erstmals urkundlich erwähnt wird ein aus Thalfang stammender jüdischer Einwohner im Jahr 1660. Anfang des 18. Jahrhunderts ließen sich mehrere Juden auf dem Gebiet von Thalfang nieder. Zur Kultusgemeinde Thalfang gehörten auch die jüdischen Einwohner von Talling, Dhronecken, Berglicht und Deuselbach. Bis zur Mitte des 19. Jahrhunderts stieg die Zahl der Mitglieder der jüdischen Gemeinschaft stetig an und erreichte 1843 ihren höchsten Stand. In den folgenden Jahrzehnten kam es dann zu einer Abwanderung von jüdischen Einwohnern, die zum Teil in die USA emigrierten. Die Gemeinde verfügte über eine Mikwe und eine jüdische Elementarschule, die bis 1921 bestand. Die Gemeinde hatte einen eigenen Lehrer angestellt, der auch die Aufgaben des Vorbeters und Schochet innehatte. Die Verstorbenen wurden auf dem jüdischen Friedhof in Thalfang beigesetzt. Berühmtester Sohn der Gemeinde ist der 1815 in Thalfang geborene Rabbiner und Religionsphilosoph Samuel Hirsch. Ab 1933, nach der Machtergreifung Adolf Hitlers, wurden die jüdischen Einwohner immer mehr entrechtet. Zudem kam es immer wieder zu antijüdischen Aktionen, die in den Novemberpogromen 1938 ihren Höhepunkt fanden. Dies hatte zur Folge, dass viele jüdischen Familien die Gemeinde verließen. Die letzten jüdischen Einwohner verließen Thalfang im Dezember 1941, nach dem es einige Monate zuvor zu Deportationen gekommen war.

### Entwicklung der jüdischen Einwohnerzahl
| Jahr           | Juden | Jüdische Familien | Bemerkung                  |
| -------------- | ----- | ----------------- | -------------------------- |
| 1760           |       | 1                 |                            |
| 1780           |       | 3                 |                            |
| 1825           |       | 18                |                            |
| 1833           | 103   |                   |                            |
| 1843           | 113   |                   | 21 Prozent der Bevölkerung |
| 1895           | 85    |                   |                            |
| 1901           | 80    |                   |                            |
| 1925           | 52    |                   |                            |
| 1933           | 37    |                   |                            |
| 1938           | 22    |                   |                            |
| September 1941 | 9     |                   |                            |

Quelle: alemannia-judaica.de; jüdische-gemeinden.de
Das Gedenkbuch – Opfer der Verfolgung der Juden unter der nationalsozialistischen Gewaltherrschaft 1933–1945 und die Zentrale Datenbank der Namen der Holocaustopfer von Yad Vashem führen 38  Mitglieder der jüdischen Gemeinschaft Thalfang (die dort geboren wurden oder zeitweise lebten) auf, die während der Zeit des Nationalsozialismus ermordet wurden.